# لوبودیتسه
لوبودیتسه (به چکی: Lobodice) یک منطقهٔ مسکونی در جمهوری چک است که در ناحیه پرروف واقع شده‌است. لوبودیتسه ۷٫۱۹ کیلومتر مربع مساحت و ۶۹۹ نفر جمعیت دارد و ۱۹۸ متر بالاتر از سطح دریا واقع شده‌است.